# Anatolij Moros
Anatolij Moros (ukrainisch Анатолій Мороз, engl. Transkription Anatoliy Moroz; * 6. Februar 1948) ist ein ehemaliger ukrainischer Hochspringer, der für die Sowjetunion startete.
1966 gewann er Silber bei den Europäischen Juniorenspielen in Odessa, und 1967 siegte er bei den Europäischen Hallenspielen in Prag.
Seine persönliche Bestleistung von 2,17 m stellte er am 17. Juni 1969 in Kiew auf.